# Carl William Hansen
Carl William Hansen (født 11. oktober 1872, død 3. august 1936) var en dansk okkultist og frimurer. Han kom fra fattige kår, men skabte sig en karriere som bogholder, amatørkemiker og ismejerist. Han var involveret i flere frimurerloger og okkulte sammenslutninger, heriblandt Ordo Templi Orientis. Han var penneven med den svenske forfatter August Strindberg.
I 1906 tillagde han sig pseudonymet Ben Kadosh, og under navnet Kados er han kendt i Hans Scherfigs romaner Idealister og Frydenholm.[kilde mangler]
Carl William Hansens liv og karriere er skitseret af historikerne Bjarne Salling Pedersen og Peder Byberg Madsen i genudgivelsen af Den Ny Morgens Gry – Lucifer-Hiram – Verdensbygmesterens Genkomst (ISBN 978-87-91698-00-2).
Hansens okkulte verdenssyn inspirerer blandt andet den danske Neo-Luciferiansk Kirke.